# Secondo Cremonesi
Secondo Cremonesi (Castiglione, 18 agosto 1822 – Lodi, 23 giugno 1899) è stato un patriota, politico e imprenditore italiano.

## Biografia
Nacque a Castiglione, nel lodigiano, il 18 agosto 1822 da una famiglia di proprietari terrieri e si laureò in medicina all'Università di Pavia.
Vicino al mazzinianesimo, partecipò ai moti patriottici del 1848 e svolse anche negli anni successivi attività clandestina.
Dal 1860 al 1866 insegnò scienze naturali al liceo di Lodi. In città fu anche molto attivo in campo imprenditoriale (partecipò alla fondazione del Lanificio Cremonesi-Varesi, della Società lodigiana dei lavori in cemento e della Società immobiliare lodigiana), fu presidente del comizio agrario e consigliere dell'Ospedale maggiore.
Venne eletto deputato a un'elezione suppletiva nel 1889, e rieletto alle elezioni del 1890, del 1892, del 1895 e del 1897.
Morì a Lodi nel 1899, lasciando un consistente patrimonio a un ente cittadino di beneficenza; la città lo onorò apponendo una lapide commemorativa sulla sua casa in Corso Vittorio Emanuele 12, e intitolandogli un tratto della strada di circonvallazione. Anche la città di Roma lo onorò con una lapide.